# Mudajra
Mudajra (arab. مديرا) – miejscowość w Syrii, w muhafazie Damaszek. W 2004 roku liczyła 4308 mieszkańców.